# Cân (dụng cụ đo)

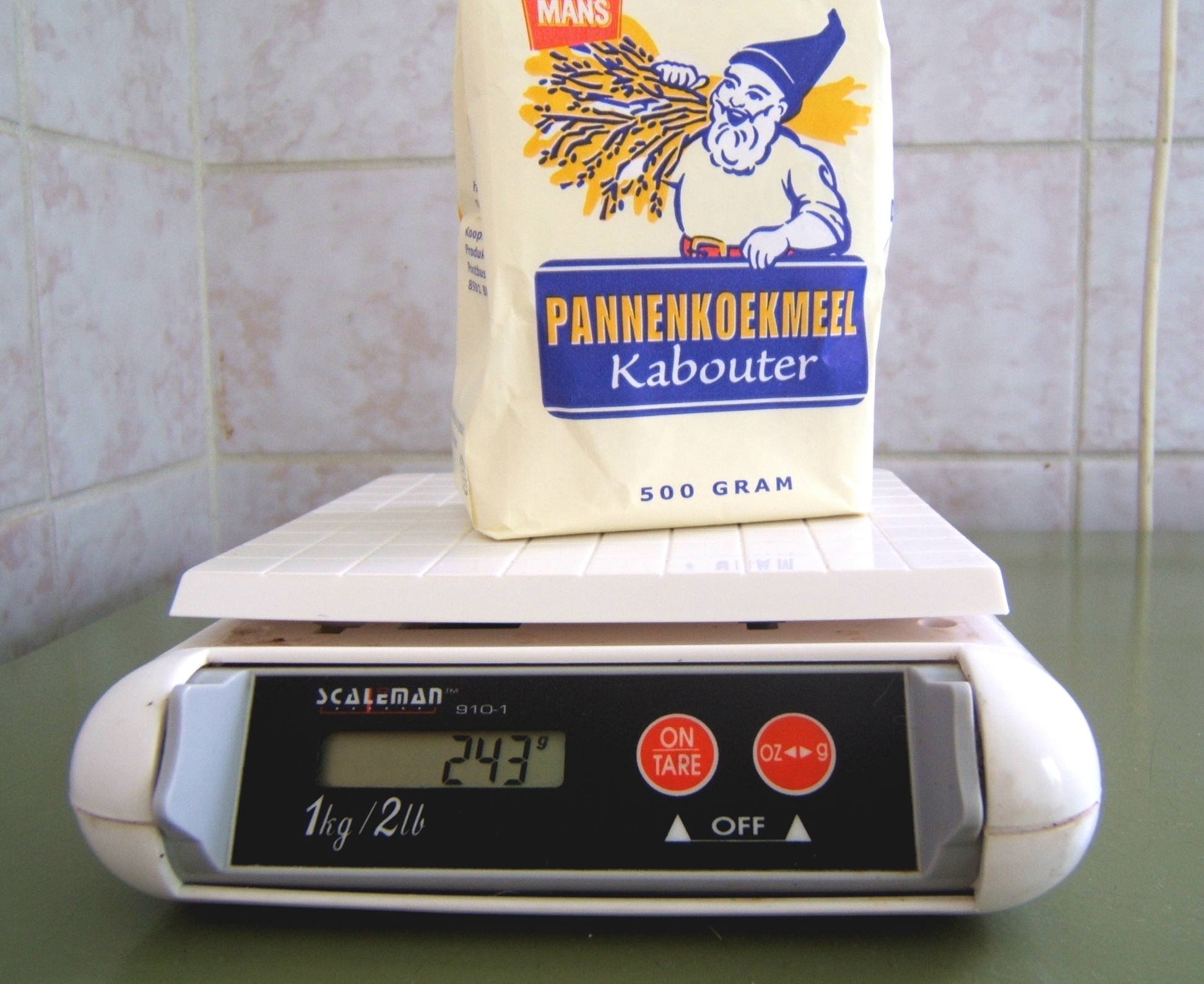
Cân điện tử, một loại cân đo dựa trên sự biến dạng

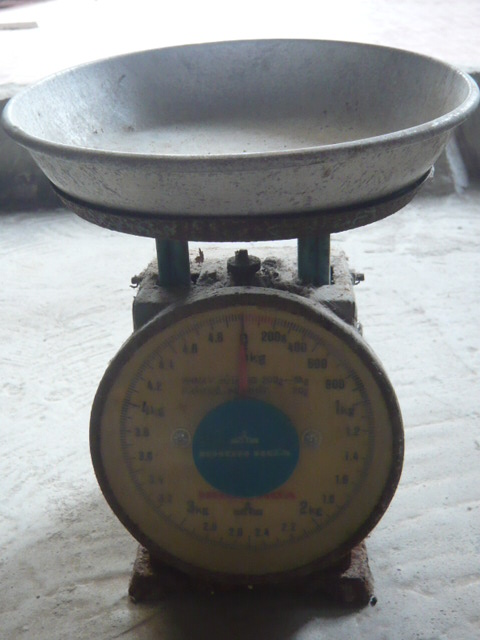
Cân bàn thông dụng

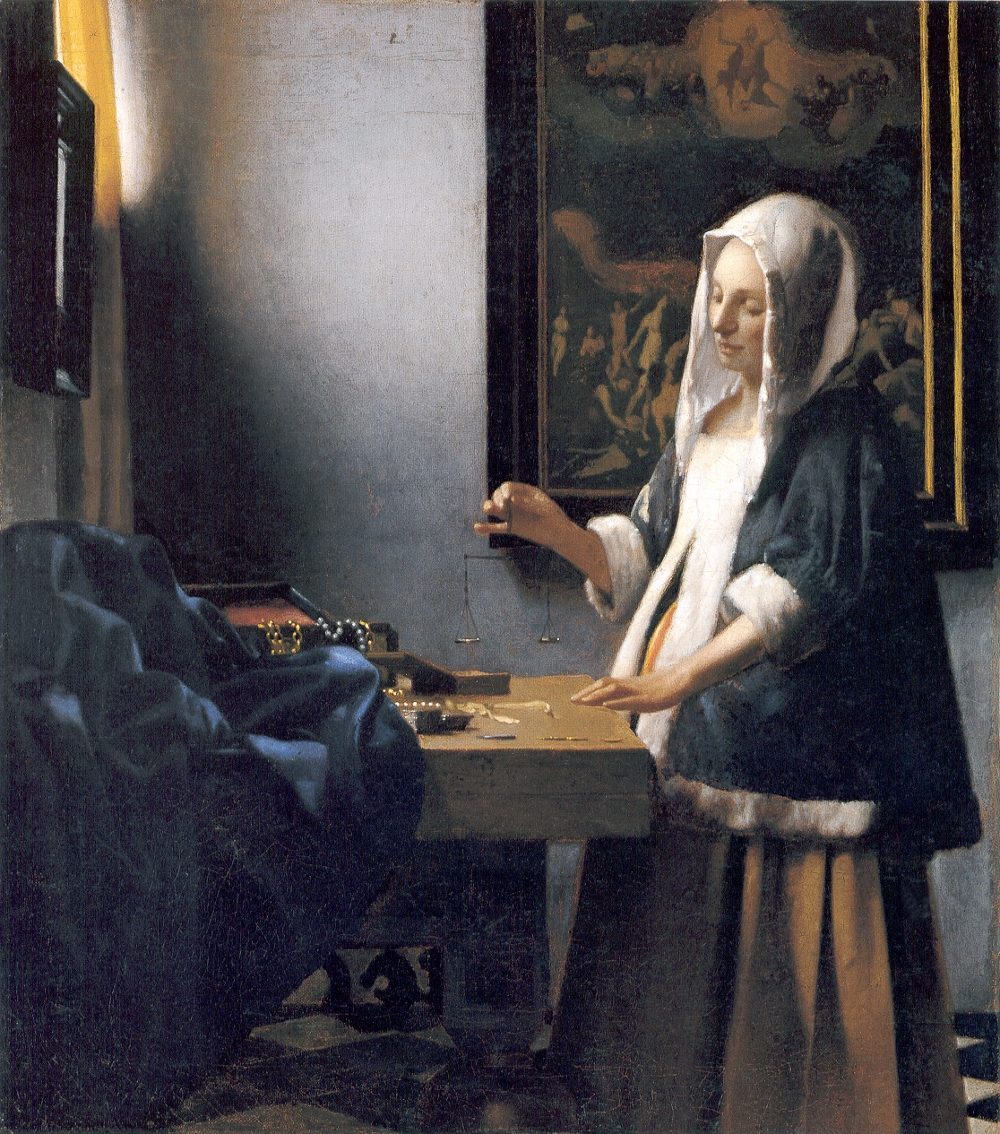
Johannes Vermeer

Cân là thiết bị dùng để đo trọng lượng hoặc tính toán khối lượng. Cân lò xo đo trọng lượng (khối lượng) bằng cách cân bằng lực do trọng lực chống lại các lực lên trên một lò xo, trong khi một cái cân thăng bằng sử dụng cách so sánh khối lượng. Bằng cách cân bằng trọng lượng do khối lượng của một đối tượng khi so sánh với trọng lượng của các quả cân với khối lượng đã biết trước. Cả hai loại cân này có thể được hiệu chỉnh để hiển thị đơn vị của lực (trọng lượng) như Newton, hoặc theo đơn vị của khối lượng như kilogram, nhưng sự cân bằng hoặc cái cân là sử dụng một bàn cân cân bằng truyền thống để so sánh sẽ hiển thị một cách chính xác khối lượng ngay cả khi di chuyển đến môi trường có cường độ trường hấp dẫn khác nhau (nhưng sẽ không đọc được nếu chỉnh theo đơn vị của lực), trong khi cân bằng lò xo sẽ hiển thị một cách chính xác ở một môi trường có lực hấp dẫn khác nhau (nhưng sẽ không hiển thị một cách chính xác nếu chỉnh theo đơn vị khối lượng).

## Cân điện tử
Cân điện tử bao gồm 2 bộ phận chính là phần cơ khí (bàn cân, khung cân) và phần điện (là mạch tín hiệu điện tử).
- Bộ phận thứ nhất là phần cơ khí:
Đây là một trong hai bộ phận thiết yếu cơ bản của cân điện tử. Phần cơ khí này bao gồm: khung bàn cân, sàn mặt cân điện tử và các thiết kế cơ khí khác như giá đỡ, khung bảo vệ và khung cơ khí cho cân những mục đích đặc biệt. Ở thị trường cân điện tử Việt Nam hiện nay, thông thường, đối với những cân điện tử công nghiệp có phần cơ khí nặng và khá cồng kềnh thì thì phần cơ khí sẽ được gia công trong nước. Điều này sẽ giúp đáp ứng các điều kiện làm việc ở Việt Nam cũng như có thể đáp ứng theo yêu cầu và thiết kế riêng của người sử dụng đồng thời tiết kiệm chi phí nhập khẩu.
- Bộ phận thứ hai là phần điện
Bộ phận không thể thiếu của một chiếc cân điện tử bên cạnh bộ phận cơ khí chính là phần điện. Phần này sẽ bao gồm cảm biến trọng lượng (còn gọi là loadcell) và đầu hiển thị cân (hay đầu cân điện tử). Đầu cân điện tử thường được thiết kế theo mục đích và ứng dụng cũng như khả năng của nhà sản xuất. Yếu tố quan trọng nhất của cân điện tử là loadcell và dưới đây là một số thông tin bạn có thể tìm hiểu thêm.
Loadcell là thiết bị cảm biến lực, chịu tác dụng lực và cho kết quả khi cân. Thiết kế của loadcell rất đặc biệt với nhiều hình dạng tùy theo mỗi loại cân từ hình dạng thanh, dạng nén, dạng uốn cho đến bi… hoặc phân theo tải trọng hay theo mục đích ứng dụng như cân bàn, cân ô tô, cân sàn, cân điểm bột, cân thủy sản…
Loadcell là thiết bị nhỏ, có điện trở ra/vào thay đổi khi bị nén hay kéo dãn và được nuôi bằng một nguồn điện ổn định. Bộ phận này được thiết kế để gắn cố định một đầu, đầu còn lại tự do và gắn với mặt bàn cân (hay đĩa cân). Khi bạn bỏ một khối lượng lên đĩa cân, loadcell sẽ bị uốn cong do trọng lượng của khối lượng cân gây ra. Khi thanh kim loại bị uốn, điện trở sẽ bị kéo dãn ra và thay đổi điện trở. Như vậy, khi bạn đặt vật cân lên bàn cân, tùy theo khối lượng vật mà loadcell sẽ bị uốn đi một lượng tương ứng và lượng này được đo lường qua sự thay đổi điện.